# Cécile Vaissié
Cécile Vaissié, née en 1962, est une chercheuse française spécialiste de la Russie. Elle est professeur des universités en études russes et soviétiques à l'université Rennes-II.

## Biographie
Cécile Vaissié obtient un doctorat en 1999 après avoir soutenu une thèse sur les dissidents russes.
Cécile Vaissié est directrice du département de russe à l'université Rennes-II.
Elle publie en 2008 Les ingénieurs des âmes en chef. Littérature et politique en URSS (Belin éditeur) qui rencontre un certain écho dans les milieux universitaires,.
En 2016, elle publie l'ouvrage Les Réseaux du Kremlin en France, qui a un certain retentissement. Le journal Le Monde affirme qu'il a été « très remarqué ».
En réaction à la guerre russo-ukrainienne, elle participe à la rédaction et à la publication de l'ouvrage collectif d'historiens, chercheurs et analystes dont Françoise Thom, Andreï Kozovoï ou encore Yves Hamant Le livre noir de Vladimir Poutine, sous la codirection de l'historienne Galia Ackerman, spécialiste de l'URSS et de l'historien spécialiste du communisme Stéphane Courtois, interprétant l'histoire, le parcours et l'idéologie du président russe.

## Les Réseaux du Kremlin en France
Selon Les Inrockuptibles, qui présentent le livre de Cécile Vaissié Les Réseaux du Kremlin en France, l'ouvrage traite des campagnes de lobbying et réseaux d'influence du régime de Vladimir Poutine en France, via des médias francophones qu'il finance, mais également, en essayant de « séduire et financer : politiques, lointains descendants d'émigrés russes, artistes et universitaires ». Vladimir Poutine « diffuse tant bien que mal mythes propagandistes et idéologie complotiste ».
Cécile Vaissié est ensuite attaquée en diffamation par six personnes désignées dans ce livre comme « pro-Kremlin » : Djordje Kuzmanovic, Véra Nikolski, Olivier Berruyer, Hélène Richard-Favre, Pierre Lamblé et Gueorgui Chepelev,.
D'après Libération, un certain nombre de chercheurs spécialisés en études slaves critiquent la méthodologie de l'ouvrage, bâti selon eux sur des suppositions plutôt que des faits avérés, alors que Cécile Vaissié est pourtant une « universitaire respectée pour le sérieux de son travail ». Pour Pascal Boniface, directeur de l'IRIS, « ce livre ne respecte en rien les codes universitaires de mise en perspective, de contextualisation et de refus de l’extrapolation ». D'autres observateurs estiment néanmoins qu'il s'agit d'une enquête pionnière et urgente sur le soft-power russe et ses « dangers ». Tatiana Jean, de l'Ifri déclare : « Il y a un fond de vérité des deux côtés. Le livre de Cécile Vaissié n’a pas été bien reçu par les pairs. Mais ce procès est un bâillon. Si Cécile Vaissié est condamnée et la maison d’édition ruinée, qui voudra explorer le sujet des réseaux d’influence d’une puissance étrangère en France, qui est un véritable sujet ? » »
Le 14 juin 2019, le tribunal de grande instance de Paris condamne Cécile Vaissié et son éditrice pour un passage de son livre Les Réseaux du Kremlin en France accusant Olivier Berruyer d'avoir eu la « volonté de déformer les faits, d’attaquer ou de tromper, au moins en ce qui concerne les questions russo-ukrainiennes. » Elles sont ainsi condamnées chacune à 500 euros d’amende avec sursis et à verser au blogueur 2 000 euros de dommages et intérêts et 2 500 euros au titre des frais de justice. Enfin le passage incriminé du livre devra être supprimé en cas de réédition. Cependant les plaintes des cinq autres plaignants sont rejetées par le tribunal et sur la vingtaine de passages poursuivis, un seul fait l'objet d'une condamnation. D'après Le Monde, le tribunal a estimé que présenter quelqu'un comme étant « pro-Kremlin » ne portait pas atteinte à son « honneur » et à sa « considération », la définition de la diffamation.

## Publications
- Sartre et l’URSS, Presses universitaires de Rennes, 2023 : Lire en ligne
- Le Clan Mikhalkov : culture et pouvoirs en Russie (1917-2017), Rennes, Presses universitaires de Rennes, 2019, 498 p. (ISBN 978-2-7535-7583-7 et 2-7535-7583-5)[11].
- Les réseaux du Kremlin en France, Paris, Les Petits Matins, 2016, 391 p. (ISBN 978-2-36383-212-2 et 2-36383-212-4).
- Les ingénieurs des âmes en chef : littérature et politique en URSS (1944-1986), Paris, Belin, 2008, 515 p. (ISBN 978-2701147888).
- Le Russe d'aujourd'hui à travers la presse, Ellipses, 2005, 234 p.  (ISBN 9782729821852)
- Une femme en dissidence : Larissa Bogoraz, Plon, 2000, 286 p.  (ISBN 9782259191555)
- Pour votre liberté et pour la nôtre : le combat des dissidents de Russie, Paris, Robert Laffont, 1999, 440 p. (ISBN 978-2221090473).

### Contribution
- Collectif, Syrie, le pays brûlé (1970-2021) : le livre noir des Assad, Seuil, septembre 2022, 847 p. (ISBN 978-2-02-150233-6)